# 聖洛倫佐區 (豪哈省)
聖洛倫佐區（西班牙語：Distrito de San Lorenzo），是秘魯的一個區，位於該國中部胡寧大區的豪哈省，始建於1942年10月21日，面積22.15平方公里，海拔高度3,322米，2005年人口2,352，人口密度每平方公里110人。